# Kościół Pełnej Ewangelii w Kenii
Kościół Pełnej Ewangelii w Kenii (ang. Full Gospel Churches of Kenya, FGCK) – jeden z największych kościołów zielonoświątkowych w Kenii założony przez misjonarzy z Finlandii. 
Pionierem fińskiej misji był marynarz Emil Danielson (1878–1965), który przybył do Kenii w 1912 roku. Kościół FGCK, założony przez Wolną Misję Zagraniczną Finlandii (FFFM) jako stowarzyszenie misyjne zielonoświątkowców, w 1949 r. stał się zarejestrowanym związkiem wyznaniowym. Do maja 2021 r. FGCK osiągnął nieco ponad 1 mln członków.
Kościół posiada cztery kolegia biblijne, prowadzi placówki zdrowia i ma 182 szkoły (od przedszkola po gimnazjalne) oraz domy dla dzieci ulicy i dzieci niepełnosprawnych ruchowo, oraz prowadzi programy sponsorowania dzieci.